# کورئو آرژانتینو
کورئو آرژانتینو (اسپانیایی: Correo Oficial de la República Argentina‎) شرکت دولتی پست آرژانتینی است، که در سال ۱۸۳۶ تأسیس شد.